# Рок-н-ролл Таврический
«Рок-н-ролл Таврический» (до 1990 г. — «Рок-Серпень») — музыкальный рок-фестиваль, проходивший в г. Новая Каховка (Херсонская область, Украина) в 1986—1995, 2005—2006 и 2011—2012 годах.
Первый рок-фестиваль в советской Украине, а также первый рок-фестиваль в независимой Украине.

## История фестиваля

### 1986—1990 гг.
Первый фестиваль «Рок-н-ролл Таврический», проходивший в августе 1986 г. в новокаховском Летнем театре стал событием настолько необычным даже для перестроечного времени Советского Союза, что сразу попал на страницы самой тиражной тогда газеты — «Комсомольской правды». На полосах газеты разгорелась жаркая дискуссия по поводу того, имеют ли право комсомольские функционеры — а именно они были организаторами и идейными вдохновителями новокаховского фестиваля — возглавлять молодёжный фестиваль с приставкой «рок». Подавляющее большинство читателей отнеслось положительно к инициативе новокаховских комсомольских вожаков, и фестиваль постепенно стал обрастать связями и становиться всё более и более популярным.
Став первым на Украине рок-фестивалем, «Рок-н-ролл Таврический» основал и свои уникальные традиции.
Именно на «Рок-н-ролле Таврическом» был организован первый в истории отечественных фестивалей палаточный городок для «фанов» приехавших в Новую Каховку из разных уголков не только Советского Союза, но даже из Польши, Голландии, Австрии и других стран. Сделано это было потому, что в те годы в Новой Каховке катастрофически не хватало гостиниц. Музыкантов расселяли и на плавучем общежитии — позже эта традиция единения музыкантов с водными просторами затем нашла своё продолжение на «Таврийских Играх».
Также именно на новокаховском «Рок-н-ролле Таврическом» зародилась традиция проводить неформальный праздник для участников и гостей фестиваля под названием «Посвящение в козаки», который проходил под открытым небом в пейзажных днепровских плавнях с неизменной козацкой юшкой, таврийским вином, акустическими гитарами и задушевным общением.
С целью пропаганды «Рок-н-ролла Таврического» и защиты молодёжных интересов, организаторы фестиваля первыми в стране стали издавать неформальную газету «Действие-Дія». Сначала она была посвящена музыке и молодёжной моде, но со временем добрались и до политики, особенно — до выборов в местные органы власти. И вскоре рокеры заимели своё представительство в горсовете. Первыми в комсомольской истории организаторы занялись и изготовлением сувенирной продукции — значков, футболок, кепок с логотипом фестиваля, которые пользовались огромной популярностью.
12 января 1990 г. всеукраинская газета «Комсомольское знамя» опубликовала рейтинг музыкальных событий 1989 года на Украине, в котором фестиваль «Рок-н-ролл Таврический» (тогда еще «Рок-Серпень») занял третье место, уступив первые два места таким знаковым событиям, как «Червона рута» и «Битломания-89».

### 1991—1995 гг.
В 1991 году фестиваль практически совпал по срокам с попыткой государственного переворота в СССР, известной как «августовский путч». Но это не стало поводом для отмены мероприятия: организаторы провели это музыкально-молодёжное шоу под девизом: «Лучше „тяжёлый рок“, чем „железная рука“!». Поскольку подготовка VI «Рок-н-ролла Таврического» в августе 1991 года началась в одной стране — СССР, а сам фестиваль 30-31 августа уже проводился совершенно в другой стране, то новокаховский рок-фестиваль стал первым рок-фестивалем в независимой Украине.
В 1992 году впервые в фестивальной истории неслыханным для провинциального городка тиражом 5 тысяч экземпляров вышла в свет книжка об истории фестиваля. Произошло это событие в канун открытия первого фестиваля «Таврийские Игры», основной частью которого тогда был «Рок-н-ролл Таврический».
В 1995 году"Рок-н-ролл Таврический" первым среди отечественных фестивалей стал «передвижным»: фестивальный маршрут проходил через Херсон, Новую Каховку, Энергодар, Запорожье, Днепропетровск, Донецк. Причём автобус с музыкантами и трейлер с аппаратурой колесили по юго-восточной Украине без какой-либо политической агитации и финансовой выгоды, а просто так — для удовольствия «фанов» и с кайфом для музыкантов и организаторов.

### 2005—2012 гг.
Во втором тысячелетии «Рок-н-ролл Таврический» предпринял попытку возрождения. В канун Дня молодёжи в 2005 и 2006 гг. новокаховский рок-фестиваль сознательно проводился «в изгнании» — в Херсоне. Это происходило из-за очередного приступа непонимания с городскими властями (см. ниже).
5-7 августа 2011 г. фестиваль вернулся в Новую Каховку и отпраздновал 25-летие своего рождения двухдневным музыкальным праздником с участием ветеранов фестиваля прямо на берегу Днепра.
А 9-10 августа 2012 г. кроме музыкантов с Украины, на «Рок-н-ролл Таврический» приехали также музыканты из Польши и Канады. Во время фестиваля организатор и вдохновитель фестиваля Сергей Цыгипа презентовал участникам и гостям свой поэтический сборник «Каховский плацдрам. Блокнот интеллектуального анархиста», некоторые из текстов которого уже стали песнями в исполнении «Сада», «Скифов», «Коморы», «Нового города», Владимира Лихваря, Андрея Титова.

### Противодействие местных властей
С самого начала проведения фестиваля организаторы столкнулись с неприятием и явным противодействием со стороны городских властей. Например, в самый последний момент перед открытием мероприятия за сценой мог появиться представитель пожарной охраны и объявить, что фестиваль не состоится по причине возможного возгорания зала. А на следующий день в том же самом зале в такой же «пожароопасной» обстановке спокойно выступал с концертной программой всеобщий любимец партии и народа Иосиф Кобзон.
В 1986—1990 гг. за присутствие в своем репертуаре песен на украинском языке рокерам доставалось от различных официальных инстанций, начиная от отдела культуры и заканчивая идеологическими отделами компартийных организаций всех уровней.
Случались и более серьезные происшествия.
В 1991 г. бас-гитарист херсонской группы «Последняя Зима» Игорь Горин за демонстрацию со сцены ягодиц был условно осуждён на два года по статье Уголовного кодекса «за обнажение половых органов в общественном месте».
В 1993 году милицейское спецподразделение «Беркут» вместо выполнения своих прямых функций по охране общественного порядка появилось на фестивальной сцене и автоматами вытолкало оттуда музыкантов питерской группы «НОМ» (Неформальное Объединение Молодёжи) только за то, что их начальнику не понравилось присутствие в тексте песни ругательного (по его мнению!) слова «педераст» — «Семь процентов человеческой расы — педерасты!..».
В 1994 году накануне фестиваля власти объявили, что городу грозит эпидемия холеры, а посему в Новую Каховку нельзя пускать волосатых музыкантов из других городов.
Были случаи, когда городские власти своим официальным распоряжением запрещали продажу пива во всей парковой зоне на все дни проведения фестиваля.
Такое постоянное неуважение и сопротивление со стороны городских властей Новой Каховки привело к тому, что «Рок-н-ролл Таврический» на время утратил свою регулярность проведения.

## Возрождение фестиваля
Музыканты, в разные годы принявшие участие в «Рок-н-ролле Таврическом», всё чаще и чаще испытывают ностальгию по его незабываемой атмосфере и духу. Поэтому в последнее время в околомузыкальных кругах «вольных рокеров» всё чаще стала муссироваться идея о возрождении новокаховского фестиваля «Рок-н-ролл Таврический». Организаторы не исключают возможности проведения этого фестиваля в августе 2015 г. на его исторической родине — в Новой Каховке.

## Участники фестиваля
За всё время проведения «Рок-н-ролла Таврического» на фестивале выступило более 160 участников из разных стран, среди которых были как известные, так и начинающие коллективы. Многие из них впоследствии стали знаменитыми.
| Участник                        | Город/Страна            | Год           |
| ------------------------------- | ----------------------- | ------------- |
| 1. Агата Кристи                 | Екатеринбург            | 1992          |
| 2. АВВА                         | Симферополь             | 2005          |
| 3. Акцент                       | Одесса                  | 1987          |
| 4. Апрель                       | Днепропетровск          | 1989          |
| 5. Апрельский марш              | Екатеринбург            | 1991          |
| 6. Асмодей                      | Днепропетровск          | 1995          |
| 7. Ауро-бенд                    | Донецк                  | 1990          |
| 8. Аусвайс                      | Новая Каховка           | 1992-94       |
| 9. Бастион                      | Одесса                  | 1986, 89-91   |
| 10. Блицкриг                    | Москва                  | 1992          |
| 11. Блэк роуз                   | Днепропетровск          | 1992-93, 1995 |
| 12. Блэк сайд                   | Днепропетровск          | 1991          |
| 13. Будни Модеста Павловича     | Николаев                | 1994          |
| 14. Більше                      | Донецк                  | 1994-95       |
| 15. Борисфен                    | Новая Каховка           | 1986          |
| 16. Братья Черепановы           | Пенза                   | 1992          |
| 17. Бригадный подряд            | Ленинград               | 1989          |
| 18. Вечеринка Доктора Краузе    | Киев                    | 1992          |
| 19. Взвод и А                   | Южноукраинск            | 1994          |
| 20. Віка                        | Львов                   | 1989          |
| 21. Владимир Андреев и Друзья   | Херсон                  | 2012          |
| 22. Владимир Демченко           | Херсон                  | 2012          |
| 23. Владимир Лихварь            | Артёмовск               | 2012          |
| 24. Віk.No                      | Харьков                 | 2005          |
| 25. Вовсе                       | Одесса                  | 1991          |
| 26. Водяной лис                 | Киев                    | 1990          |
| 27. Вот так!                    | Одесса                  | 1988-89       |
| 28. Гелла                       | Херсон                  | 1993          |
| 29. Глупая девушка              | Пенза                   | 1992          |
| 30. Гоген                       | Крым                    | 1990          |
| 31. Годзадва                    | Киев                    | 1991          |
| 32. Господин Бользен            | Минск                   | 1990, 92      |
| 33. Гутыря Сергей               | Одесса                  | 1992          |
| 34. Дао                         | Мариуполь               | 1989          |
| 35. Дед Банкет                  | Николаев                | 1989          |
| 36. Два пульса                  | Новая Каховка           | 1993          |
| 37. Два неба                    | Кривой Рог              | 1992          |
| 38. Два самолёта                | Санкт-Петербург         | 1993          |
| 39. Джаз банкет                 | Николаев                | 1988          |
| 40. Джемикс                     | Киев                    | 1993          |
| 41. Джинн                       | Киев                    | 1995          |
| 42. Дизайн                      | Южноукраинск            | 1990          |
| 43. Дикий мёд                   | Донецк                  | 1987-88, 90   |
| 44. Дип интоксикейшн            | Белая Церковь           | 1992, 94      |
| 45. Дровосеки                   | Горловка                | 1993, 95      |
| 46. Дорога к храму              | Новая Каховка           | 1993          |
| 47. Etwas Unders                | Киев                    | 2006          |
| 48. DNK                         | Николаев                | 2006          |
| 49. ESEMES BLUES                | Польша                  | 2011-12       |
| 50. Fusion Sky                  | Новая Каховка           | 2011-12       |
| 51. Жаба в дирижабле            | Киев                    | 1991          |
| 52. Жан Вальжан                 | Одесса                  | 1992          |
| 53. Жандармы                    | Донецк                  | 1993, 1995    |
| 54. Железная прислуга Люцифера  | Донецк                  | 1995          |
| 55. Женская болезнь             | Москва                  | 1990          |
| 56. Захід                       | Ивано-Франковск         | 1990          |
| 57. Затерянный мир              | Киев                    | 1988          |
| 58. Игрок                       | Новая Каховка           | 1988-90       |
| 59. Исповедь                    | Херсон                  | 1990          |
| 60. Insurgents                  | Новая Каховка           | 2006          |
| 61. Каприс                      | Одесса                  | 1986          |
| 62. Кенгуру                     | Пенза                   | 1992          |
| 63. Квартира № 50               | Киев                    | 1988-89       |
| 64. Ключи к замкам              | Днепропетровск          | 1988-89, 92   |
| 65. Код Ю                       | Херсон                  | 1989          |
| 66. Кока-кола                   | Херсон                  | 1992          |
| 67. Колни Хэтч                  | Кривой Рог              | 1992          |
| 68. Кому вниз                   | Киев                    | 1989-90       |
| 69. Кошкин дом                  | Одесса, Санкт-Петербург | 1989-92       |
| 70. Комментатор                 | Херсон                  | 1987          |
| 71. Кондор                      | Запорожье               | 1992          |
| 72. Кондратьев Бэнд             | Херсон                  | 2005          |
| 73. КПП                         | Харьков                 | 1989          |
| 74. Кратер                      | Одесса                  | 1989          |
| 75. Країна Рось                 | Новая Каховка           | 1991, 93      |
| 76. Крестьяне                   | Житомир                 | 1990          |
| 77. Криголам                    | Херсон                  | 1990          |
| 78. Кроунир                     | Москва                  | 1992          |
| 79. Крылья удачи                | Цюрупинск               | 1987          |
| 80. Куйбул                      | Кишинёв                 | 1992          |
| 81. Купец Юрий                  | Новая Каховка           | 1987          |
| 82. Левый Берег                 | Прилуки                 | 1992          |
| 83. Леди Джейн                  | Одесса                  | 1993          |
| 84. Ледокол                     | Новая Каховка           | 1986-88       |
| 85. Лидер                       | Севастополь             | 1992-93       |
| 86. Лиза                        | Новая Каховка           | 2011-12       |
| 87. Льюис Кэролл                | Херсон                  | 2006          |
| 88. Макс Таврический            | Киев                    | 2012          |
| 89. Манна Небесная              | Запорожье               | 1992          |
| 90. Матросская Тишина           | Москва                  | 1989          |
| 91. Меридиан                    | Скадовск                | 1987-88       |
| 92. Метанойя                    | Скадовск                | 2005-06       |
| 93. Медленный руль              | Киев                    | 1993          |
| 94. Монолит                     | Херсон                  | 1986-88       |
| 95. Мэд Хедз                    | Киев                    | 1995          |
| 96. Мэри Энн                    | Киев                    | 1995          |
| 97. Найс                        | Одесса                  | 1991          |
| 98. НДС                         | Донецк                  | 1995          |
| 99. Незаймана Земля             | Луцк                    | 1991          |
| 100. Немо                       | Белая Церковь           | 1991          |
| 101. Ник Рок-н-ролл             | Санкт-Петербург         | 1993          |
| 102. Ничего Не Значит           | Южноукраинск            | 1994          |
| 103. НОМ                        | Санкт-Петербург         | 1993          |
| 104. New K                      | Новая Каховка           | 2012          |
| 105. Объёмное Наблюдение        | Новая Каховка           | 1994          |
| 106. Одинокая Река              | Донецк                  | 1995          |
| 107. On-Line                    | Херсон                  | 2005-06       |
| 108. Остров Крым                | Симферополь             | 1994-95       |
| 109. О$колки                    | Одесса                  | 2011-12       |
| 110. Панкратов Юрий             | Тамбов                  | 1987          |
| 111. Парк                       | Новая Каховка           | 1986-87       |
| 112. Пастор                     | Херсон                  | 1990          |
| 113. Переход 2М                 | Днепропетровск          | 1987          |
| 114. Перрон                     | Киев                    | 1988-90       |
| 115. Плач Ієремії               | Львов                   | 1993          |
| 116. Последняя Зима             | Херсон                  | 1991          |
| 117. Последние Секунды Вечности | Киев                    | 1992          |
| 118. Приступ                    | Новая Каховка           | 1993-94       |
| 119. ПРК                        | Южноукраинск            | 1994          |
| 120. Провокация                 | Кривой Рог              | 1992          |
| 121. Противовес                 | Харьков                 | 1990          |
| 122. Провинция                  | Одесса                  | 1988-90       |
| 123. Радайкин Павел             | Новая Каховка           | 1987          |
| 124. Рассвет                    | Днепропетровск          | 1992          |
| 125. Ремонто Буви               | Херсон                  | 2005          |
| 126. Роджер Миллз               | Харьков                 | 1991          |
| 127. Рок-автомат                | Жмеринка                | 1988          |
| 128. Рок-нация                  | Москва                  | 1990          |
| 129. Роксана Фейхо              | Польша                  | 2012          |
| 130. Ролекс                     | Херсон                  | 2005          |
| 131. Роман Кош                  | Кривой Рог              | 1993          |
| 132. Русь Из Начальников        | Никополь                | 1989          |
| 133. Сад                        | Днепропетровск          | 1987-89       |
| 134. Санта Лючия                | Финляндия               | 1992          |
| 135. Сплавы                     | Днепропетровск          | 1992-93, 95   |
| 136. Степан Степан              | Херсон                  | 1989          |
| 137. Степпен Роуз               | Запорожье               | 1994          |
| 138. Стиль                      | Санкт-Петербург         | 1992          |
| 139. Страшные Сказки            | Симферополь             | 1992          |
| 140. Строуберриз                | Херсон                  | 1993          |
| 141. Сухой Остров               | Днепропетровск          | 1992-93, 2006 |
| 142. Тени                       | Днепропетровск          | 1993          |
| 143. ТОК                        | Днепропетровск          | 1987, 90-95   |
| 144. Тол                        | Киев                    | 2005          |
| 145. Транссоник                 | Одесса                  | 1991          |
| 146. Трешер                     | Кривой Рог              | 1993          |
| 147. Треш-Машина                | Одесса                  | 1995          |
| 148. Уайт Чёч                   | Белая Церковь           | 1992          |
| 149. Флаф                       | Никополь                | 1994          |
| 150. Флинт                      | Херсон                  | 2005          |
| 151. Филиал Любви               | Одесса                  | 1990          |
| 152. Фокстрот                   | Николаев                | 1988          |
| 153. Ханаан                     | Одесса                  | 1992          |
| 154. Центральная Прачечная      | Одесса                  | 1990          |
| 155. Цитадель                   | Херсон                  | 1988          |
| 156. Челюскин Ленд              | Новая Каховка           | 1992-93       |
| 157. Чили Бомберз               | Херсон                  | 1993          |
| 158. Чикен Смайл                | Днепропетровск          | 1993          |
| 159. Шейкен Нот Стирред         | Австрия                 | 1992          |
| 160. Элема                      | Кировоград              | 1991-92       |
| 161. ЭНБО                       | Кривой Рог              | 1993          |
| 162. Юг                         | Николаев                | 1992          |
| 163. Январь                     | Никополь                | 1989          |
| 164. Янсен Кукансен             | Херсон                  | 2011          |
| 165. Ячменный Колосс            | Чернигов                | 1994-95       |
| 166. I’m Rocker                 | Херсон                  | 1995          |